# Richard Van Genechten
Pour les articles homonymes, voir Van Genechten.
Richard Van Genechten (né le 23 juillet 1930 à Bruxelles et mort le 13 novembre 2010 à Laeken) est un coureur cycliste belge, professionnel de 1953 à 1961. Durant sa carrière, il est principalement considéré comme un bon grimpeur.

## Biographie
En 1954, Richard Van Genechten termine troisième du classement de la montagne du Tour de France derrière Federico Bahamontes et Louison Bobet. Lors de l'étape du mont Ventoux du Tour de France 1955, il tombe de son vélo à bout de forces et il est mis sous oxygène puis transporté par ambulance à l'hôpital. Cela n'est pas sans rappeler la mort de Tom Simpson douze ans plus tard.
En 1956, il remporte la Flèche wallonne et termine deuxième de Gand-Wevelgem et Liège-Bastogne-Liège. En 1958, il devient le premier Belge à s'adjuger le Tour de Catalogne. 
Il meurt durant son sommeil le samedi 13 novembre 2010 à l'âge de 80 ans.

## Palmarès

### Palmarès amateur
- 1952
  - Étoile de la Vallée de la Senne :
    - Classement général
    - 1re et 2e étapes

  - Grand Prix François-Faber
  - 8e du championnat du monde sur route amateurs

### Palmarès professionnel
| - 1953 - 6e étape du Tour des Asturies - 3e de la Polymultipliée - 1954 - Polymultipliée - 1955 - 4e étape du Tour de Belgique - 3e du Tour de Belgique - 1956 - Week-end ardennais - Polymultipliée - Flèche wallonne - 2e de Gand-Wevelgem - 2e de Liège-Bastogne-Liège | - 1957 - À travers le Pajottenland - 1958 - Tour de Catalogne : - Classement général - 7e et 8e étapes - Grand Prix Raf Jonckheere - 5e de Paris-Bruxelles |

## Résultats sur les grands tours

### Tour de France
4 participations
- 1953 : 33e
- 1954 : 22e
- 1955 : abandon (21e étape)
- 1956 : 45e

### Tour d'Espagne
1 participation
- 1959 : 26e